# Mistrzostwa NCAA Division I w Zapasach w 2013
Mistrzostwa NCAA Division I w zapasach rozegrane zostały w Des Moines w dniach 21–23 marca 2013 roku. Zawody odbyły się na terenie Wells Fargo Arena.
Punkty zdobyło 65 drużyn.
- Outstanding Wrestler – Kyle Dake

## Wyniki

### Drużynowo
| Kolejność | Szkoła                        | Zespół         |
| --------- | ----------------------------- | -------------- |
| 1.        | Pennsylvania State University | Nittany Lions  |
| 2.        | Oklahoma State University     | Cowboys        |
| 3.        | Uniwersytet Minnesoty         | Golden Gophers |
| 4.        | University of Iowa            | Hawkeyes       |
| 5.        | Uniwersytet Cornella          | Big Red        |
| 6.        | Ohio State University         | Buckeyes       |
| 7.        | University of Missouri        | Tigers         |
| 8.        | Oregon State                  | Beavers        |

### All American

#### 125 lb
| Lp. | Zawodnik        | Szkoła             |
| --- | --------------- | ------------------ |
| 1.  | Jesse Delgado   | Illinois           |
| 2.  | Nico Megaludis  | Penn State         |
| 3.  | Nahshon Garrett | Cornell            |
| 4.  | Alan Waters     | Missouri           |
| 5.  | Trent Sprenkle  | North Dakota State |
| 6.  | Jarrod Garnett  | Virginia Tech      |
| 7.  | David Thorn     | Minnesota          |
| 8.  | Tyler Cox       | Wyoming            |

#### 133 lb
| Lp. | Zawodnik         | Szkoła         |
| --- | ---------------- | -------------- |
| 1.  | Logan Stieber    | Ohio State     |
| 2.  | Tony Ramos       | Iowa           |
| 3.  | Tyler Graff      | Wisconsin      |
| 4.  | Aaron Schopp     | Edinboro       |
| 5.  | Jon Morrison     | Oklahoma State |
| 6.  | Chris Dardanes   | Minnesota      |
| 7.  | Cody Brewer      | Oklahoma       |
| 8.  | Nathan McCormick | Missouri       |

#### 141 lb
| Lp. | Zawodnik         | Szkoła               |
| --- | ---------------- | -------------------- |
| 1.  | Kendric Maple    | Oklahoma             |
| 2.  | Mitchell Port    | Edinboro             |
| 3.  | Hunter Stieber   | Ohio State           |
| 4.  | Ugi Khishignnyam | Citadel              |
| 5.  | Michael Nevinger | Cornell              |
| 6.  | Evan Henderson   | North Carolina State |
| 7.  | Nick Dardanes    | Minnesota            |
| 8.  | Zach Neibert     | Virginia Tech        |

#### 149 lb
| Lp. | Zawodnik          | Szkoła         |
| --- | ----------------- | -------------- |
| 1.  | Jordan Oliver     | Oklahoma State |
| 2.  | Jason Chamberlain | Boise State    |
| 3.  | Steve Santos      | Columbia       |
| 4.  | Dylan Ness        | Minnesota      |
| 5.  | Scott Sakaguchi   | Oregon State   |
| 6.  | Drake Houdashelt  | Missouri       |
| 7.  | Ivan Lopouchanski | Purdue         |
| 8.  | Nick Brascetta    | Virginia Tech  |

#### 157 lb
| Lp. | Zawodnik       | Szkoła         |
| --- | -------------- | -------------- |
| 1.  | Derek St.John  | Iowa           |
| 2.  | Jason Welch    | Northwestern   |
| 3.  | Alex Dieringer | Oklahoma State |
| 4.  | David Bonin    | Northern Iowa  |
| 5.  | Roger Pena     | Oregon State   |
| 6.  | Jedd Moore     | Wirginia       |
| 7.  | James Green    | Nebraska       |
| 8.  | James Fleming  | Clarion        |

#### 165 lb
| Lp. | Zawodnik       | Szkoła         |
| --- | -------------- | -------------- |
| 1.  | Kyle Dake      | Cornell        |
| 2.  | David Taylor   | Penn State     |
| 3.  | Tyler Caldwell | Oklahoma State |
| 4.  | Peter Yates    | Virginia Tech  |
| 5.  | Conrad Polz    | Illinois       |
| 6.  | Mike Moreno    | Iowa State     |
| 7.  | Cody Yohn      | Minnesota      |
| 8.  | Nick Sulzer    | Wirginia       |

#### 174 lb
| Lp. | Zawodnik       | Szkoła         |
| --- | -------------- | -------------- |
| 1.  | Chris Perry    | Oklahoma State |
| 2.  | Matt Brown     | Penn State     |
| 3.  | Robert Kokesh  | Nebraska       |
| 4.  | Logan Storley  | Minnesota      |
| 5.  | Nick Heflin    | Ohio State     |
| 6.  | Michael Evans  | Iowa           |
| 7.  | Jordan Blanton | Illinois       |
| 8.  | Cody Walters   | Ohio           |

#### 184 lb
| Lp. | Zawodnik        | Szkoła           |
| --- | --------------- | ---------------- |
| 1.  | Ed Ruth         | Penn State       |
| 2.  | Robert Hamlin   | Lehigh           |
| 3.  | Steve Bosak     | Cornell          |
| 4.  | Ben Bennett     | Central Michigan |
| 5.  | Ethen Lofthouse | Iowa             |
| 6.  | Jimmy Sheptock  | Maryland         |
| 7.  | Ryan Loder      | Northern Iowa    |
| 8.  | Michael Larson  | Missouri         |

#### 197 lb
| Lp. | Zawodnik          | Szkoła         |
| --- | ----------------- | -------------- |
| 1.  | Quentin Wright    | Penn State     |
| 2.  | Dustin Kilgore    | Kent State     |
| 3.  | Matthew Wilps     | Pittsburgh     |
| 4.  | Taylor Meeks      | Oregon State   |
| 5.  | Scott Schiller    | Minnesota      |
| 6.  | Kyven Gadson      | Iowa State     |
| 7.  | Alfonso Hernandez | Wyoming        |
| 8.  | Blake Rosholt     | Oklahoma State |

#### 285 lb
| Lp. | Zawodnik          | Szkoła           |
| --- | ----------------- | ---------------- |
| 1.  | Anthony Nelson    | Minnesota        |
| 2.  | Michael McMullan  | Northwestern     |
| 3.  | Alan Gelogayev    | Oklahoma State   |
| 4.  | Dominique Bradley | Missouri         |
| 5.  | Zac Thomusseit    | Pittsburgh       |
| 6.  | Jarod Trice       | Central Michigan |
| 7.  | Andrew Delaney    | Citadel          |
| 8.  | Mathew Gibson     | Iowa State       |